# Sabatieria praedatrix
Sabatieria praedatrix är en rundmaskart. Sabatieria praedatrix ingår i släktet Sabatieria, och familjen Comesomatidae. Arten är reproducerande i Sverige.